# KSV Wildert
KSV Wildert is een Belgische voetbalclub uit Wildert in Essen. De club is aangesloten bij de KBVB met stamnummer 5142 en heeft paars en wit als kleuren. De club sloot in de tweede helft van de jaren 40 aan bij de voetbalbond, en speelt sindsdien al heel zijn bestaan in de provinciale reeksen.

## Geschiedenis
KSV Wildert werd in de jaren dertig opgericht. De club sloot in de tweede helft van de jaren 40 aan bij de Belgische voetbalbond.
De eerste wedstrijden werden gespeeld op het terrein in de Middel, later trok men naar de Steenovenstraat. De club speelde in haar geschiedenis verscheidene jaren in Eerste Provinciale.
Sinds 2022 extra voetbalveld 8v8 of 2 veldjes 5v5.
Sinds 2023 eigen kunstgrasveld en sindsdien alle trainingen en wedstrijden op het complex in de Steenovenstraat.